# Денисово (Кемеровская область)
Дени́сово — деревня в Кемеровском районе Кемеровской области. Входит в состав Звёздного сельского поселения.

## История
Основана деревня в XIX веке крестьянином Денисовым, по фамилии которого и названа. До 1917 года входила в состав Вознесенской волости Кузнецкого уезда. Официально называлась Денисова.

## География
Центральная часть населённого пункта расположена на высоте 123 метров над уровнем моря.

## Население
По данным Всероссийской переписи населения 2010 года, в деревне Денисово проживает 15 человек (7 мужчин, 8 женщин).

## Транспорт
Общественный транспорт представлен автобусным маршрутом:
- №123: д/п Центральный — с/о Денисово